# Коваль, Сусанна Васильевна
Сусанна Васильевна Коваль (укр. Сузанна Василівна Коваль) (24 августа 1909, Казацкое, Киевская губерния — 1 марта 1978, Тернополь) — украинская советская театральная актриса. Заслуженная артистка Украинской ССР (1955).

## Биография
С 1929 в театре «Березиль» в Харькове. В 1934 году закончила драматическую студию театра. В 1935—1951 актриса Украинского драматического театра имени Шевченко в Харькове. В 1951—1968 актриса Тернопольского украинского музыкально-драматического театра. С 1968 на пенсии.
Роли: Маруся («Маруся Богуславка» Старицкого), Варка («Бесталанная» Карпенко-Карого).
В 1933—1935 Коваль позировала скульптору Матвею Манизеру для фигуры крестьянки с граблями и цепом на многофигурном памятнике Шевченко в Харькове.

## Награды
- Орден «Знак Почёта» (7 марта 1960)[1].
- Заслуженная артистка Украинской ССР (1955).